# اندی لنینگ
اندی لنینگ (انگلیسی: Andy Lanning) نقاشِ جوهرزن و نویسنده کتاب‌های کمیک اهل بریتانیا است.
از فیلم‌ها یا مجموعه‌های تلویزیونی که وی در آن‌ها نقش داشته است، می‌توان به نگهبانان کهکشان اشاره نمود.